# Brignole (métro de Gênes)
Pour les articles homonymes, voir Brignole.
Brignole est une station terminus de la ligne unique du métro de Gênes. Elle est située à Gênes, en Italie. 
Elle est en correspondance directe avec la gare de Gênes-Brignole.

## Situation sur le réseau
Établie en surface, Brignole est la station terminus est de l'unique ligne du métro de Gênes. Elle est située avant la station De Ferrari, en direction du terminus nord-ouest Brin.
Elle dispose des deux voies de la ligne encadrées par deux quais latéraux. Après la station les deux voies se prolongent pour permettre des manœuvres avec les rames en attentes.

## Histoire
La station Brignole, inaugurée et mise en service le 22 décembre 2012, lors de l'ouverture à l'exploitation de la section de De Ferrari à Brignole. Prévue à l'origine en souterrain devant la gare ferroviaire, la station a été réalisée en surface, du fait de la présence du Bisagno et du projet de prolongement de la ligne,.
En janvier 2021, Matteo Campora, conseiller pour la mobilité et les transports, présente le renommage de la station en Brignole-Tim, suite a un accord de partenariat public-privé avec l'entreprise de téléphonie TIM. Ce sponsoring doit permettre de poursuivre la rénovation et l'extension du métro avec notamment le prolongement de Brignole à Maritnez

## Services aux voyageurs

### Accès et accueil
La station dispose de trois accès, le principal est situé dans l'enceinte de la gare ferroviaire, entre les voies 11 et 12, il est accessible par le bâtiment voyageurs de la gare, et les deux autres sont situés de l'autre côté des voies sur le corso Monte Grappa et la via Borgo degli incrociati.

Installations
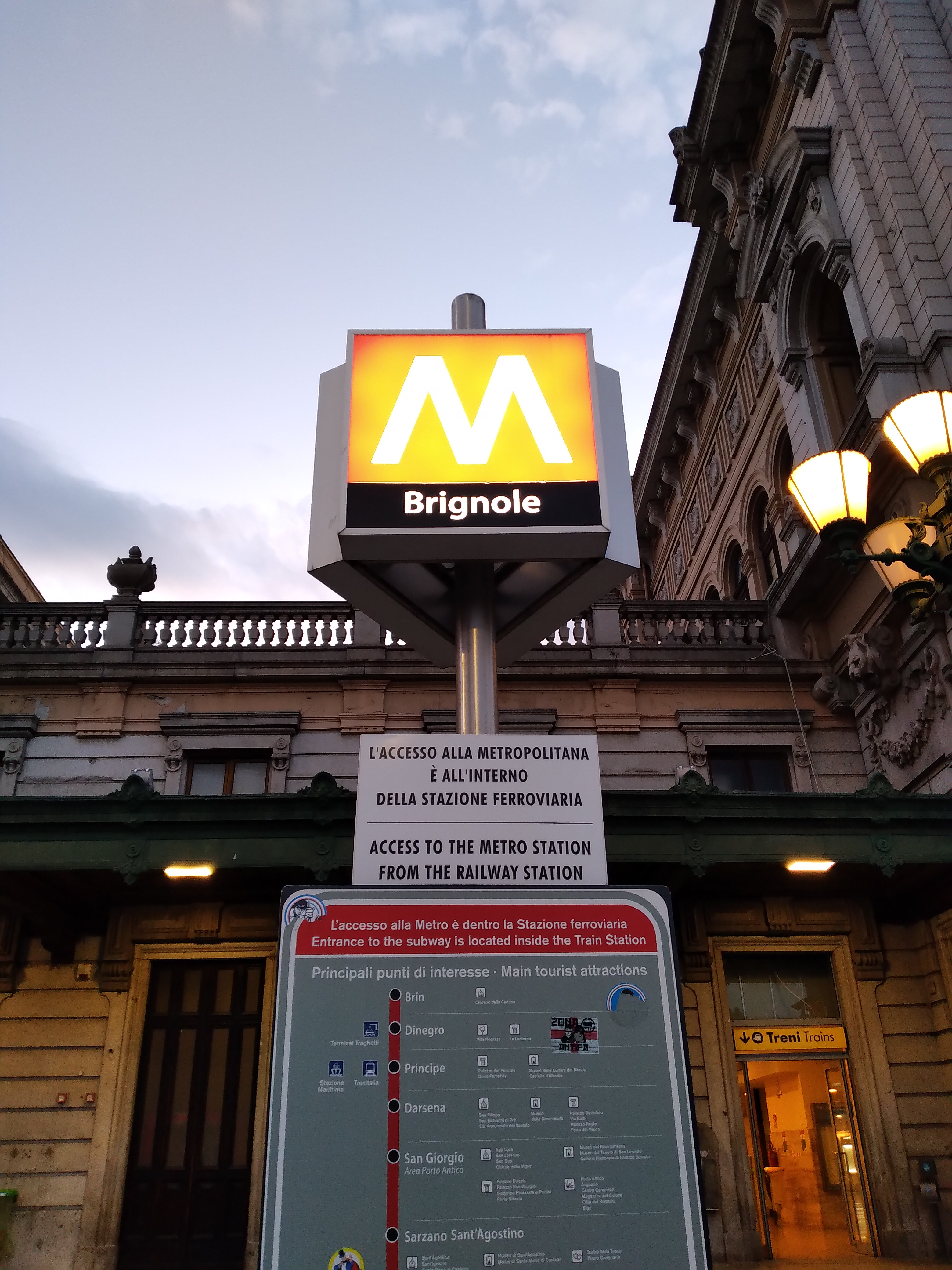
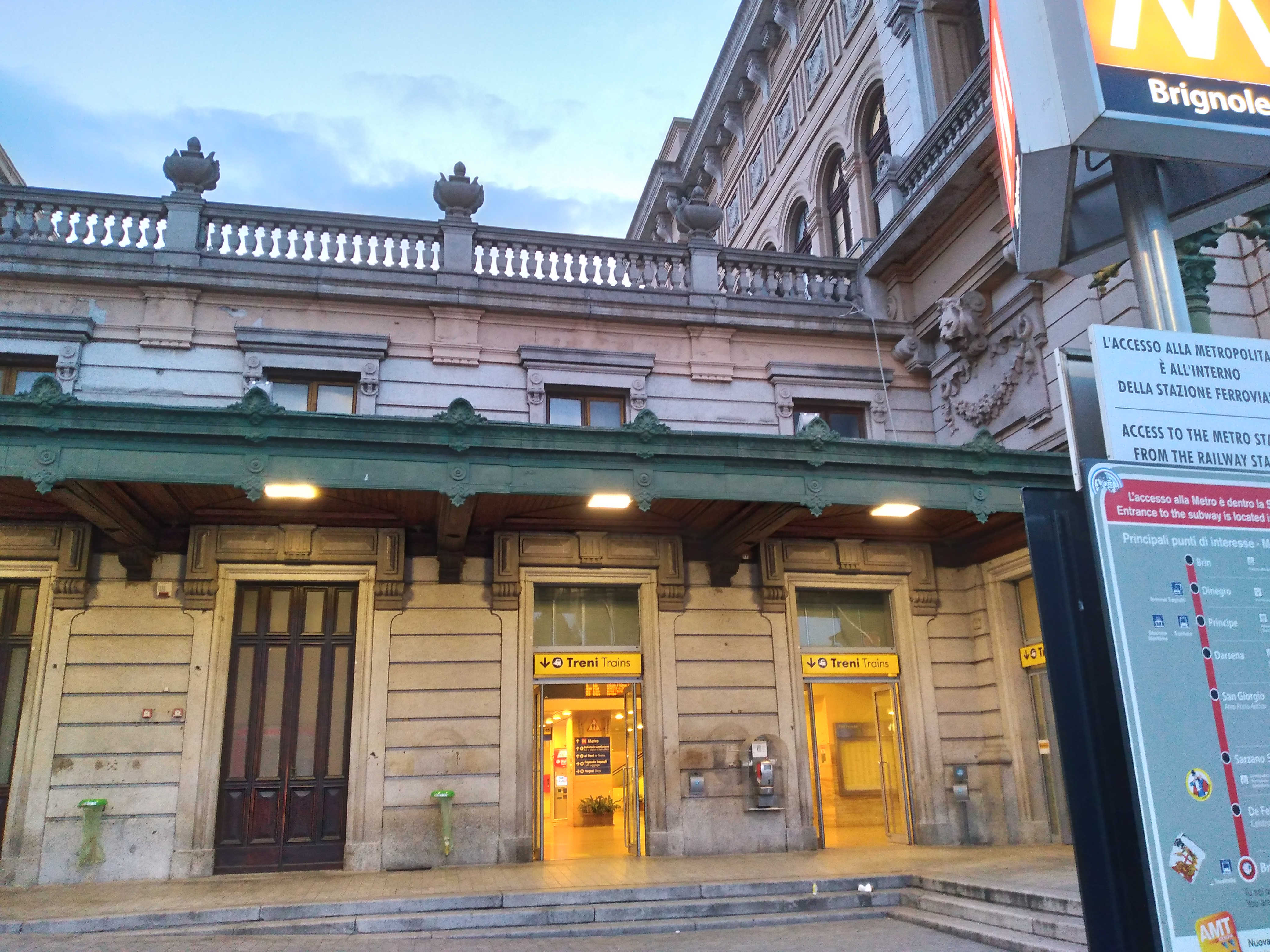
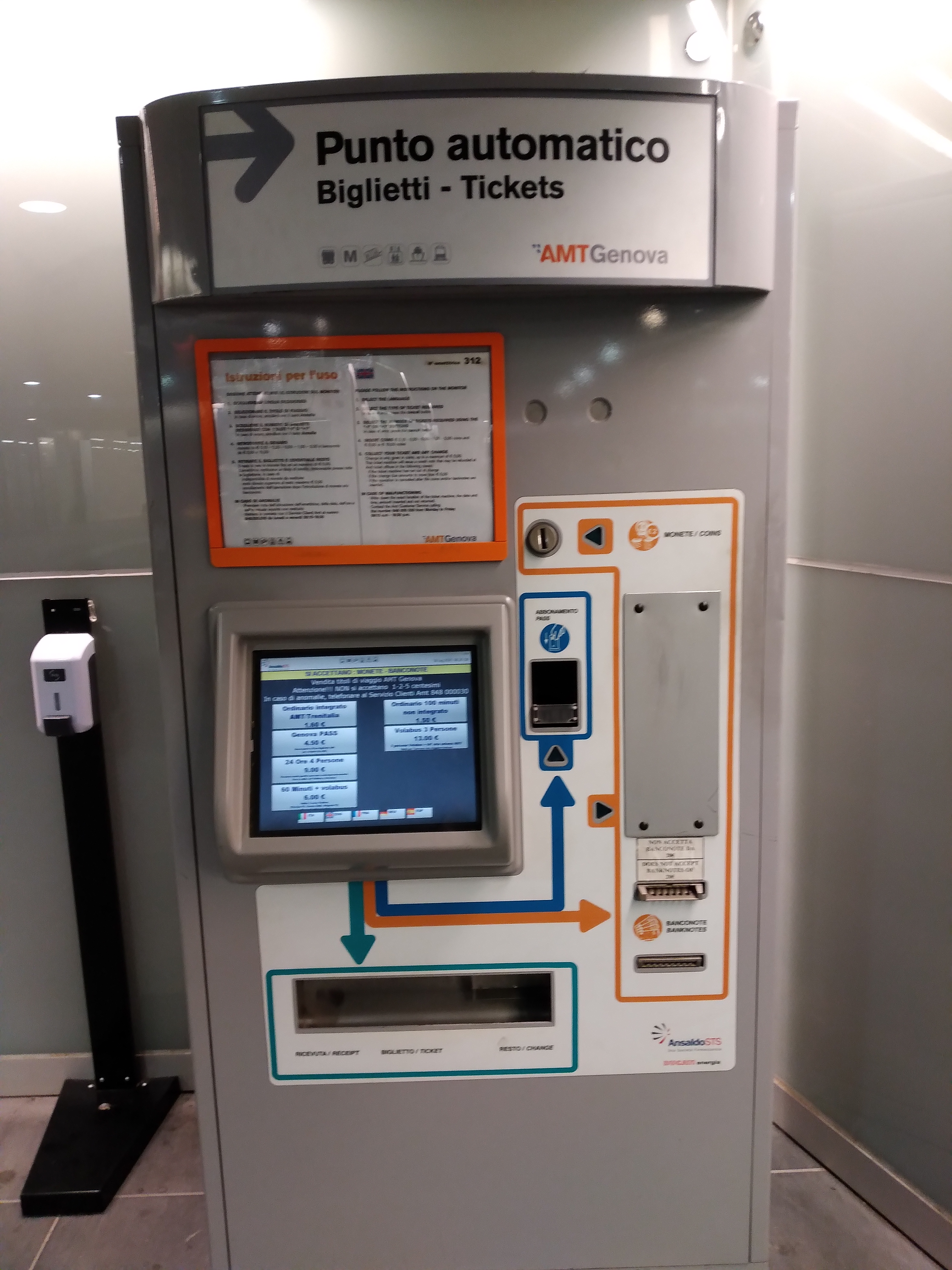

### Desserte
Brignole est desservie par les rames qui circulent sur l'unique ligne du réseau, entre Brin et Brignole.

Installations et desserte
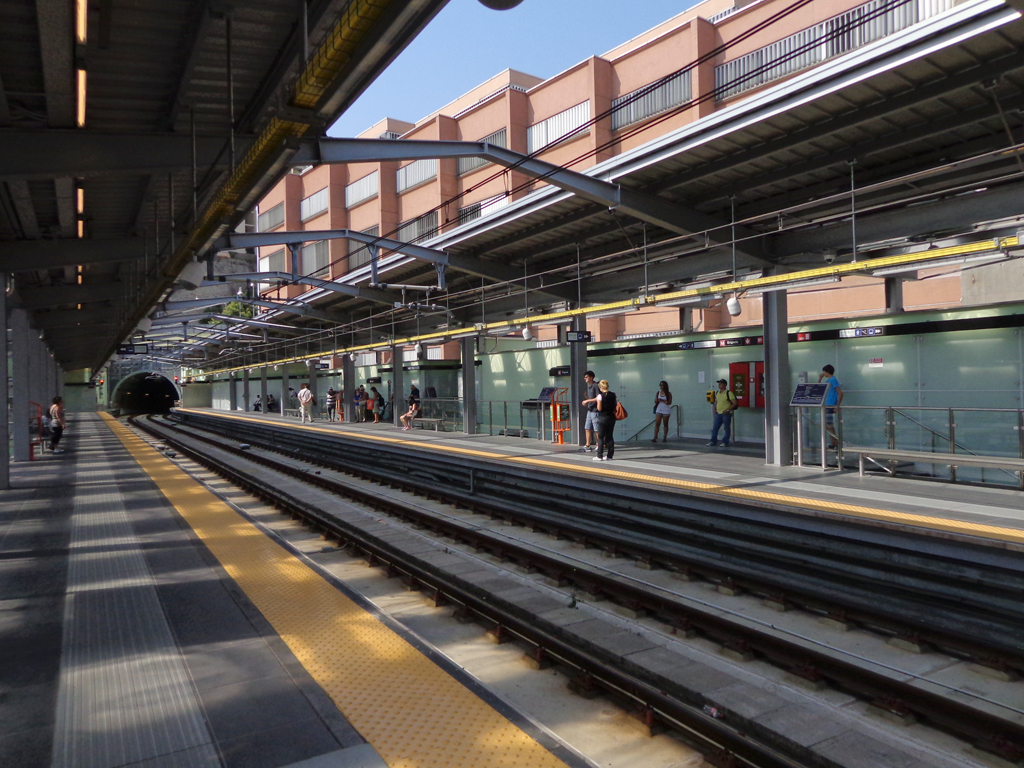
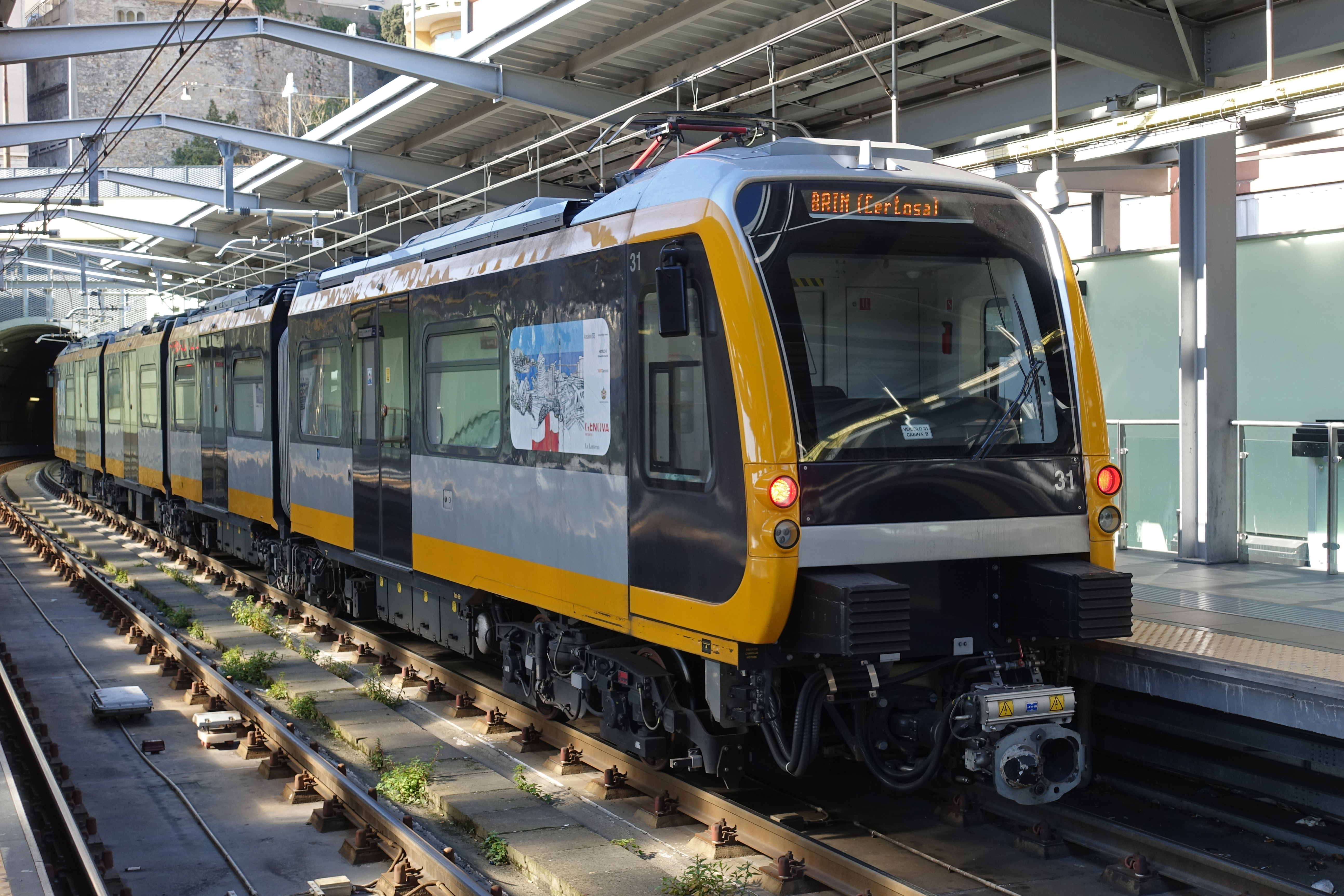
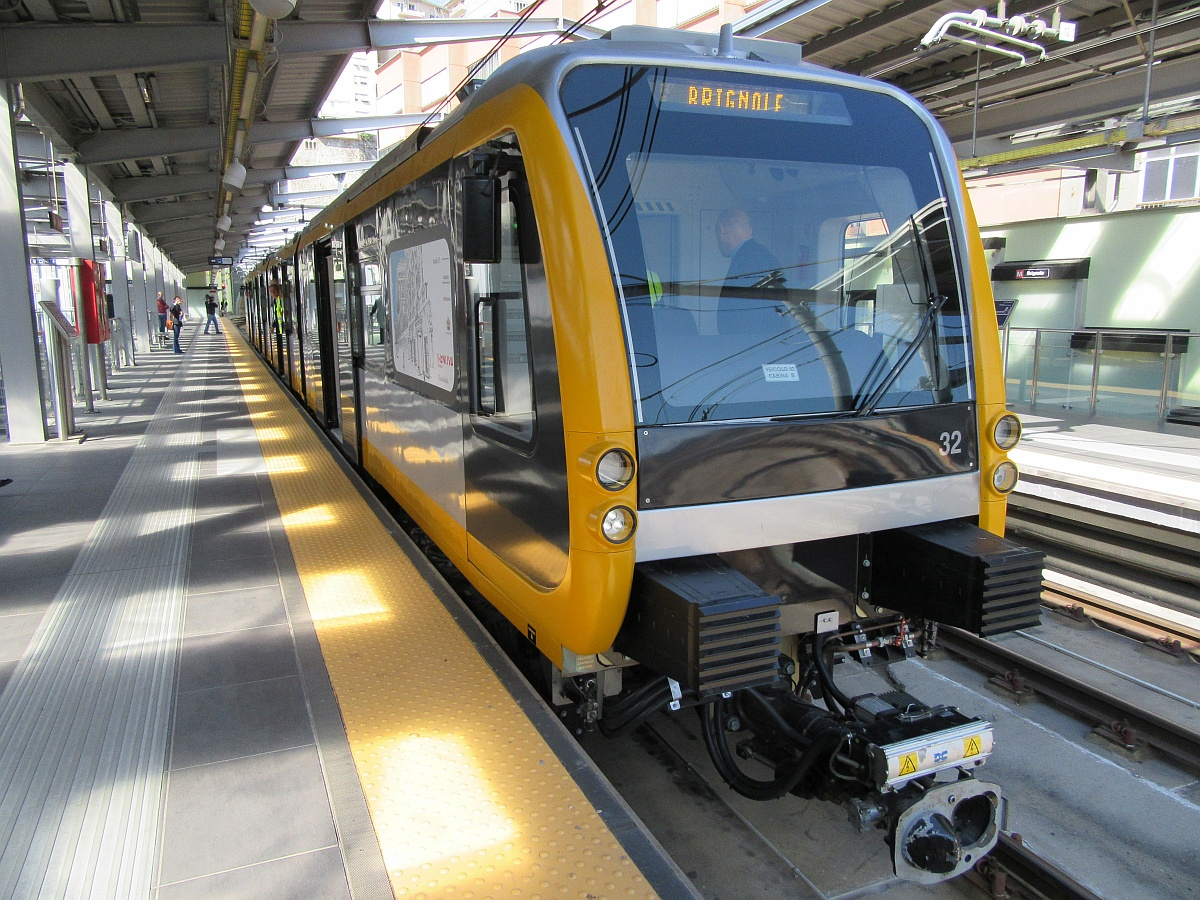

### Intermodalité
Elle est en correspondance directe avec la gare de Gênes-Brignole.